# ジェームズ・バトラー (初代オーモンド侯爵)

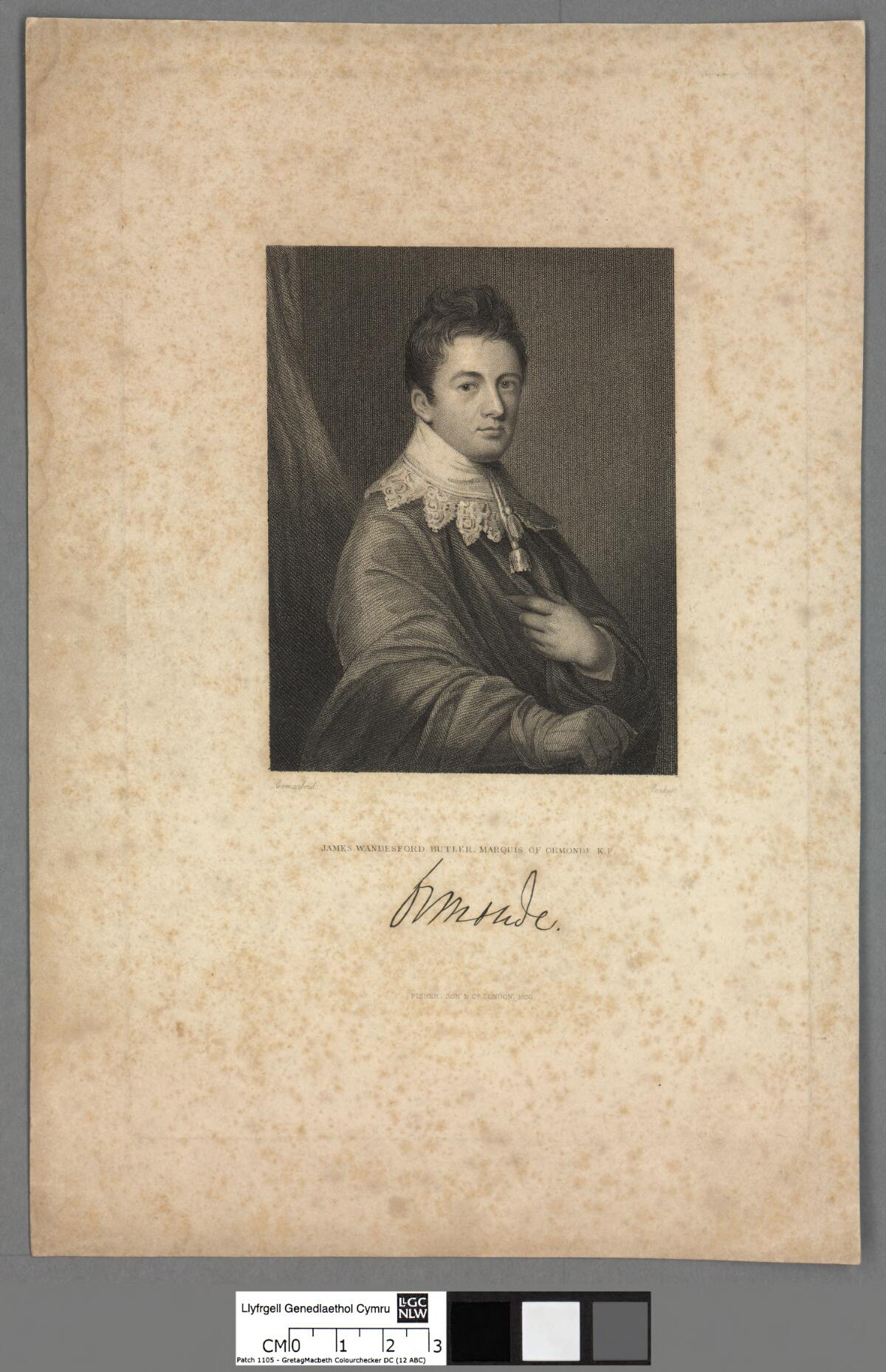
1830年の肖像画

初代オーモンド侯爵ジェームズ・ワンズフォード・バトラー（英語: James Wandesford Butler, 1st Marquess of Ormonde KP、1774年7月15日 – 1838年5月18日）は、アイルランド出身の政治家。庶民院議員を長年務め、1から2年ごとに提出されたカトリック解放法案に全て賛成票を投じた。

## 生涯

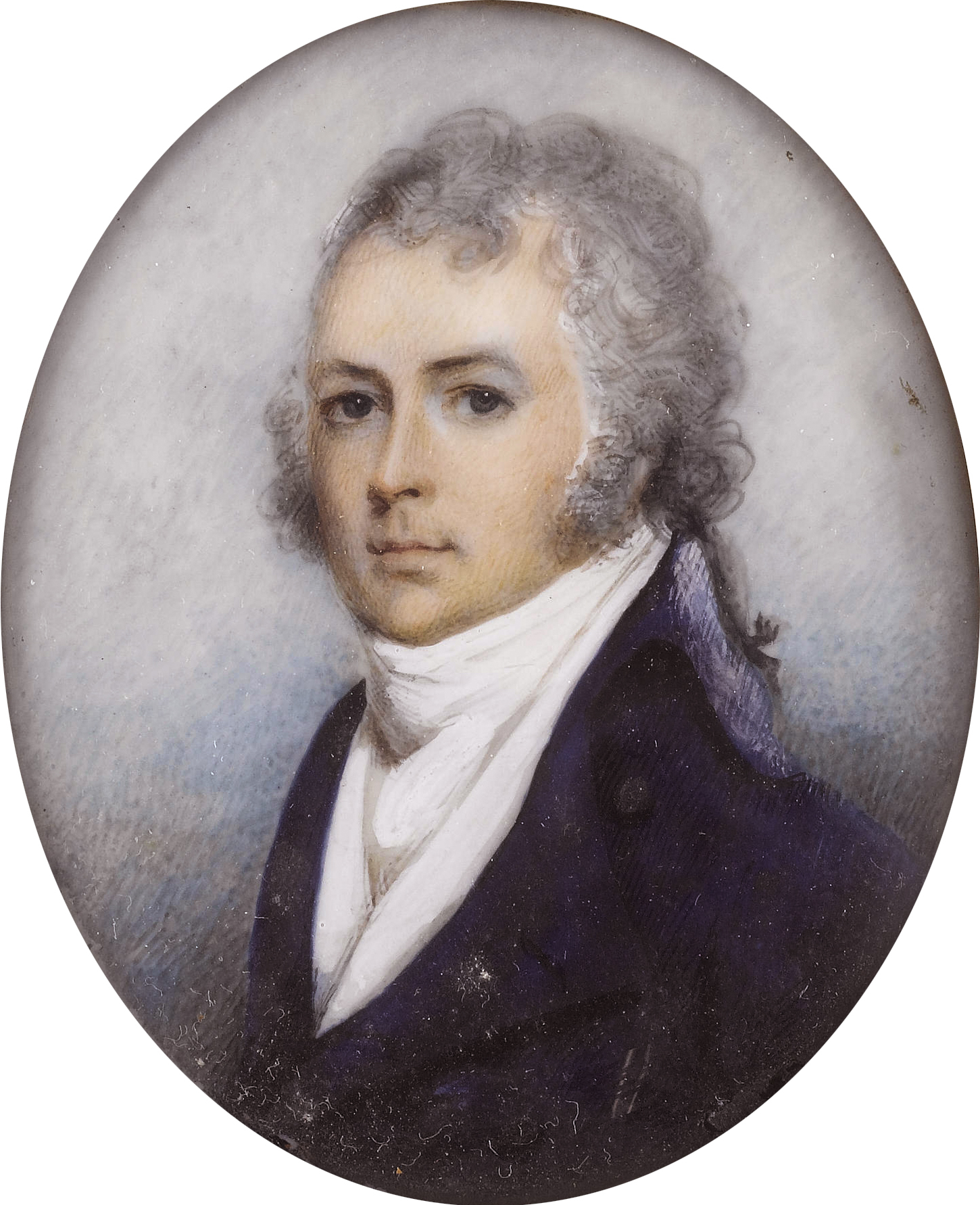
1790年代の肖像画

第17代オーモンド伯爵ジョン・バトラーとスーザン・フランシス・エリザベス・ワンズフォード（Susan Frances Elizabeth Wandesford、1754年ごろ – 1830年4月3日、初代ワンズフォード伯爵ジョン・ワンズフォードの娘）の息子として、1774年7月15日にキルケニー城で生まれ、26日にキルケニーで洗礼を受けた。1783年から1790年までイートン・カレッジで教育を受けた。1790年にコルネットとして軽騎兵第14連隊に入隊、1792年に中尉に、1793年に大尉に、1799年に少佐に昇進した後、1802年に軍務から引退した。
1796年3月にキルケニー・シティ選挙区でアイルランド庶民院議員に選出されたが、一度も登院しないまま同年5月28日にアルスター復帰不動産管理官（Escheator of Ulster）に任命され、6月をもって議員を退任した。同年にキルケニー・カウンティ選挙区で当選してアイルランド庶民院議員に復帰、1801年にアイルランド王国とグレートブリテン王国の合同により連合王国議会が成立したときもカウンティ・キルケニー選挙区の代表として連合王国庶民院議員を続投した。アイルランド庶民院では1799年2月に合同法案に賛成票を投じたが、1800年に反対票を投じた。連合王国庶民院では摂政王太子ジョージ（後の国王ジョージ4世）の盟友として行動したが、特定の内閣を支持することはなかった。投票記録では選挙法改正に反対（1810年5月）、カトリック解放には毎年のように賛成した（1808年5月、1810年6月、1811年5月、1812年4月、1813年5月、1815年5月、1816年5月、1817年5月、1819年5月）。庶民院議員を長年務めたにもかかわらず、最初の演説の記録は議員就任から20年近く経過した1818年5月であり、その内容はアイルランドにおける窓税に反対するものだった。
1806年にキルケニー民兵隊の副隊長に任命され、1820年に隊長に昇進し、以降死去まで務めた。また、1808年から1809年までと1814年から1815年までの2度にわたってキルケニー市長を務めた。
1820年8月10日に兄ウォルターが死去すると、オーモンド伯爵位と毎年2万ポンド以上の収入が得られる領地を継承した。1821年戴冠式記念叙勲において、1821年7月17日に連合王国貴族であるモンマスシャーにおけるスランソニーのバトラー男爵に叙され、直後の7月19日に聖パトリック勲章を授与された。1825年10月5日にアイルランド貴族であるオーモンド侯爵に叙された。貴族院では穏健派トーリー党に属し、1832年に第1回選挙法改正に賛成票を投じた。
1822年4月20日にレンスター海軍次官に任命され、以降1831年8月22日と1837年12月29日に再任され、死去まで務めた。1831年10月7日にキルケニー統監に任命され、こちらも死去まで務めた。
風邪をこじらせた結果、1838年5月18日にダブリンで死去、息子ジョンが爵位を継承した。

## 家族
1807年10月12日、グレース・ルイーザ・ステイプルス（Grace Louisa Staples、1779年1月23日 – 1860年5月3日、ジョン・ステイプルスの娘）と結婚、5男5女をもうけた。
- ジョン（1808年8月24日 – 1854年9月25日） - 第2代オーモンド侯爵
- ハリエット・イリナ（1810年12月11日[10] – 1885年9月28日） - 1831年5月16日、ロバート・ファウラー（Robert Fowler、聖職者ロバート・ファウラー（英語版）の息子）と結婚
- アン（1812年12月20日[10] – 1849年11月17日） - 1838年4月7日、ジョン・アーサー・ウィン（英語版）（1865年6月19日没）と結婚
- ウォルター・ワンズフォード（1814年1月14日 – 1861年7月18日）
- ジェームズ・ワンズフォード（1815年5月18日 – 1893年12月13日） - 1856年4月3日、レイチェル・エヴリン・ラッセル（Rachel Evelyn Russell、1898年2月21日没、第6代ベッドフォード公爵ジョン・ラッセルの娘）と結婚、子供あり
- ルイーザ・グレース（1816年7月18日 – 1896年11月8日） - 1840年9月26日、初代クラーモント男爵トマス・フォーテスキューと結婚
- リチャード・モールズワース（1818年1月30日 – 1838年2月3日[10]）
- チャールズ・ワンズフォード（1820年2月7日 – 1857年10月30日）
- エリザベス（1822年3月4日[10] – 1892年10月1日）
- メアリー・シャーロット（1823年7月22日 – 1840年10月10日[10]）